# یاسمین بلیث
یاسمین بلث (انگلیسی: Yasmine Bleeth؛ زادهٔ ۱۴ ژوئن ۱۹۶۸) هنرپیشه و مدل آمریکایی است. وی بین سال‌های ۱۹۸۰ تا ۲۰۰۳ میلادی فعالیت می‌کرد.
او در فیلم‌های تایتان ها، بیس‌کتبال و به‌زودی بازی کرده‌است.